# 662 Ньютонія
662 Ньютонія (662 Newtonia) — астероїд головного поясу, відкритий 30 березня 1908 року.
Тіссеранів параметр щодо Юпітера — 3,402.